# Beagle-harrier
Beagle-harrier è una razza di cani da caccia di taglia media proveniente dalla Francia.

## Carattere
Il Beagle Harrier è un cane energico e muscolare, molto intelligente si adatta benissimo ad ogni condizione atmosferica ed è un instancabile camminatore.
Generalmente buono con i bambini e altri animali, il che lo rende un ottimo animale domestico. Leale e molto determinato, il Beagle Harrier è un cane da caccia, quindi richiede esercizio e molto spazio.

## Aspetto
Il Beagle Harrier è un cane di medie dimensioni, tra i 45 ei 50 centimetri di altezza al garrese, generalmente il manto è formato da tre colori, il bianco, il nero e il marrone chiaro o scuro. Il suo peso oscilla tra i 20 e 25 chilogrammi.
Il suo aspetto è solido, lesto e vigoroso e nonostante la taglia, risulta più veloce del Beagle inglese. Possiede cranio largo e abbastanza ampio, tartufo nero, occhi di colore scuro dall'espressione viva e intelligente, muscolatura ben sviluppata in tutto il corpo.

## Storia
I Beagle Harrier sono stati allevati in Francia nel XIX secolo dal barone Gerard, per la caccia al cervo o alla lepre. Il Beagle Harrier potrebbe essere una miscela di due razze, il Beagle e l'Harrier o il punto medio in allevamento tra le due razze. È stato riconosciuto dalla FCI nel 1974.